# Бертистл, Ева
Е́ва Бе́ртистл (англ. Eva Birthistle; род. 1974, Брей, Ленстер) — ирландская актриса. Наиболее известна по роли Розин в фильме «Нежный поцелуй» (2004). Она является лауреатом Премии Лондонского кружка кинокритиков как лучшая британская актриса года (2005) и дважды лауреатом премии IFTA как лучшая актриса (2004, 2007).

## Ранняя жизнь и образование
Бертистл родилась в Брее, графство Уиклоу, Ирландия, однако когда ей было 14 лет, её семья переехала в Дерри, Северная Ирландия. Бертистл выросла в католической семье и посещала колледж Фойл. В подростковом возрасте она ездила в Дублин изучать актёрское мастерство в Школе актёрского мастерства Гайети.

## Карьера
В 1995 году Бертистл получила первую роль на телевидении: она сыграла Реджину Кросби в сериале Glenroe, где снималась до 1998 года. Тогда же ей предложили первую роль в художественном фильме «День мёртвых» (1997). Она играла разные роли в ирландских фильмах, среди которых фильм «Сырая нефть» (1997) с Колином Фарреллом, и телефильм «Полночное чудо» (1998) с Мией Фэрроу. В 2002 году она появилась в докудраме о Кровавом воскресенье «Кровавое воскресенье» с Джеймсом Несбиттом в главной роли.
В 2003 году она снялась в телесериале «Доверие», а в 2004 году исполнила главную женскую роль Розин Ханлон в фильме «Нежный поцелуй» Кна Лоуча. Роль принесла Премию Лондонского кружка кинокритиков как лучшей британская актрисе года (2005). Она появилась в фильмах «Завтрак на Плутоне» (2005), «Представь нас вместе» (2005), «Мидлтаун» (2006) Брайана Кирка и «Короли аферы» (2007), сыграла Розалин в 4 серии 10 сезона  «Берег удачи» Пуаро Агаты Кристи в 2006 году. В 2006 году она также исполнила роль адвоката по защите прав человека Джейн Лэйвери в телевизионной шпионской драме «Государство в государстве». В конце 2007 года состоялась премьера фильма «Ночной дозор» Питера Гринуэя о Рембрандте, в котором она сыграла жену художника, Саскию ван Эйленбюрх.
В начале 2008 года Бертистл появилась в драме BBC «Последний враг», сыграв роль младшего министра Элеонор Брук. В 2009 году она сыграла Джанетт в последнем эпизоде второго сезона популярного сериал BBC «Прах к праху». Она также снялась в фильмах «Детишки» (2008) и «Пробуждающийся лес» (2011).
В 2010 году она исполнила роль Аннетт Николлс трёхсерийном мини-сериале «Блудные дочери», а также появилась в роли суперинтенданта-детектива Сары Кавандиш в последнем девятом сезоне сериала «Воскрешая мёртвых». В 2011 году она появилась во втором сезоне сериала «Ответный удар» в роли капитана Кейт Маршалл. В 2013 году она сыграла в телефильме «По соседству с психопатом» с Анной Фрил. В 2015—2018 годах Бертистл играла в телесериале «Последнее королевство»: она предстала в роли монахини и воительницы Хильды, друга главного героя Утреда Беббанбургского. В 2021 году исполнила роль Ванессы Питерс в телесериале «Судьба: Сага Винкс». В 2022 году появилась в роли Урсулы Флинн в сериале «Заговор сестёр Гарви».

## Личная жизнь
Муж Бертистл, Росс, занимается акупунктурой. У них есть сын Джесси (род. 2013) и дочь Джони (род. 2017), названная в честь Джони Митчелл.

## Избранная фильмография
| Год       |   | Русское название     | Оригинальное название | Роль                 |
| --------- | - | -------------------- | --------------------- | -------------------- |
| 2022—2024 | с | Заговор сестёр Гарви | Bad Sisters           | Урсула Флинн / Гарви |